# Naria albuginosa
Naria albuginosa – gatunek porcelanki. Osiąga od 13 do 33 mm. Porcelanka oberżynowa jest rzadka i tworzy wyjątkowo piękne muszle w jasne, dość regularne kropki z ciemniejszymi obwódkami. Ponadto kallus tej muszli wybarwia się na, dość rzadko spotykany wśród ślimaczych „domków”, kolor fioletowy.

## Występowanie
Naria albuginosa zamieszkuje morskie obszary od Zatoki Kalifornijskiej, poprzez Meksyk aż po Wyspy Galapagos.